# Xã Hickory Hill, Quận Wayne, Illinois
Xã Hickory Hill (tiếng Anh: Hickory Hill Township) là một xã thuộc quận Wayne, tiểu bang Illinois, Hoa Kỳ. Năm 2010, dân số của xã này là 413 người.